# Thomas Scott-Ellis, 8. Baron Howard de Walden

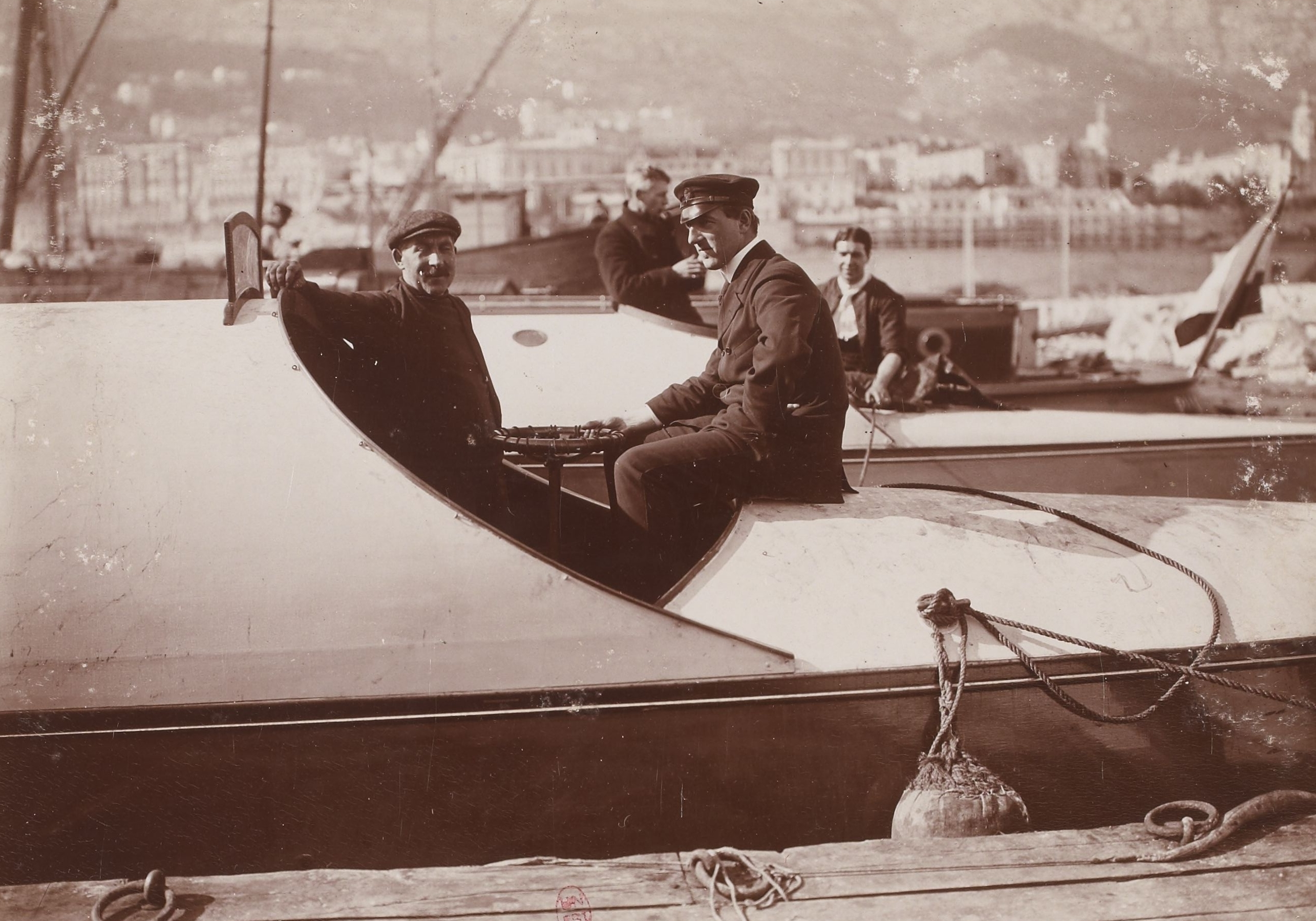
Howard de Walden an Bord seines Rennbootes Daimler II im Hafen von Monte Carlo anlässlich des IV. Motorboot-Meetings in Monaco (1907)

Thomas Evelyn Scott-Ellis, 8. Baron Howard de Walden (geborener Ellis, * 9. Mai 1880 in Westminster; † 5. November 1946 in London) war ein britischer Peer und Offizier, der als Motorbootfahrer und Fechter sportlich aktiv war.

## Leben
Er war der einzige Sohn des Frederick Ellis, 7. Baron Howard de Walden, aus dessen Ehe mit Blanche Holden. Er besuchte das Eton College und danach das Royal Military College Sandhurst. Er trat 1899 als Offizier des 10th Regiment of Hussars in die British Army ein, diente im Zweiten Burenkrieg und im Ersten Weltkrieg. Er stieg 1910 in den Rang eines Major und 1916 in den temporären Rang eines Lieutenant-Colonel der Yeomanry auf. 1918 wurde er Honorary Colonel des 4th/5th Battalion der Royal Scots Fusiliers. 1920 wechselte er zur 4th Amoured Car Company, wurde 1924 Brevet-Lieutenant-Colonel des Royal Tanks Corps und wurde anlässlich seines Ausscheidens aus dem aktiven Armeedienst 1927 auch zum Honorary Colonel des Royal Tanks Corps ernannt.

Wappen des Thomas Scott-Ellis, 8. Baron Howard de Walden (ab 1917)

Beim Tod seines Vaters erbte er 1899 dessen Adelstitel als 8. Baron Howard de Walden und 4. Baron Seaford. Als er 1901 volljährig wurde, erlangte er auch die Kontrolle über dessen große Ländereien und konnte den mit seinen Titeln verbundenen Sitz im britischen House of Lords einnehmen. Scott-Ellis war seit 1912 mit Margarita van Raalte verheiratet, mit der er einen Sohn und fünf Töchter hatte. Er war ein Experte auf dem Gebiet der Heraldik und veröffentlichte zwei Bücher zu diesem Thema. 1917 ergänzte er seinen Familiennamen mit königlicher Lizenz zu „Scott-Ellis“ und ergänzte sein Familienwappen entsprechend um das einer Nebenlinie des Clan Scott, von der er über seine Großmutter väterlicherseits abstammte. 
Bei seinem Tod, 1946, gingen die Titel auf seinen Sohn John über. Seine Enkelin ist die britische Autorin Miranda Seymour. Nach ihm benannt ist der Mount Howard in der Antarktis.

## Sportliche Karriere
Scott-Ellis nahm an den Olympischen Zwischenspielen 1906 in Athen im Fechten, Florett-Einzel, teil. Beim Sieg des Franzosen Georges Dillon-Cavanagh hatte Scott-Ellis allerdings keine Medaillenchancen.
Zwei Jahre später nahm er an den Olympischen Spielen 1908 in London über 40 Seemeilen in der A-Klasse im Motorbootsport teil. Gemeinsam mit Alfred Fentiman startete er auf dem Boot Dylan. Zunächst sollte die Dylan im Duell gegen das Konkurrenzboot Wolseley-Siddeley von Hugh Grosvenor, 2. Duke of Westminster, antreten, doch Scott-Ellis' Dylan musste das Rennen nach der ersten Runde verlassen und, da kurz darauf schlechtes Wetter auch das verbleibende Boot Grosvenors behinderte, wurde das Rennen verschoben. Am nächsten Tag war die Dylan nicht mehr am Start. Somit war sie das einzige teilnehmende Boot, welches in keinem Finale startete. Der Endkampf in der A-Klasse wurde zwischen der Wolseley-Siddeley und der Camille des Franzosen Émile Thubron ausgetragen, wobei Thubron siegte.
Nach 1908 wurde Motorbootsport niemals mehr olympische Disziplin, sodass Thomas Evelyn Scott-Ellis einer von wahrscheinlich nur 13 oder 14 Teilnehmern war, die je bei olympischen Motorbootwettbewerben gestartet sind.

## Werke
- Some Feudal Lords and Their Seals. 1903.
- Banners Standards and Badges from a Tudor Manuscript in the College of Arms. 1904.
- The Children of Don. A drama in verse. 1912.
- Song of Gwyn ap Nudd. 1913.
- Pont Orewyn. 1914.
- Lanval. A drama in four acts. 1908.
- Dylan. 1919.
- The Cauldron of Annwn. 1922.
- The Cauldron of Annwn, including the story of Bronwen. 1929.
- Five Pantomimes. 1930.